# Canton du Léman
Pour les articles homonymes, voir Léman (homonymie).
1798–1803
Entités précédentes :
- Bailliages du canton de Berne
- Bailliages communs de Berne et Fribourg

Entités suivantes :
- Canton de Vaud

Le canton du Léman est un ancien canton suisse qui exista entre 1798 et 1803. Précédant le canton de Vaud, il faisait partie des unités administratives introduites par la République helvétique.

## Territoire
Le canton du Léman recouvrait le territoire de l'actuel canton de Vaud, à l'exception des anciens districts d'Avenches et de Payerne, qui furent, jusqu'au 16 octobre 1802, rattachés au canton de Fribourg. 
Comme les cantons d'Argovie (Argovie bernoise) et d'Oberland (Oberland bernois), le canton du Léman résultait de la volonté de démantèlement du canton de Berne en lui enlevant ses pays sujets et une partie de son territoire.
Son territoire réunissait les anciens « pays sujets » bernois suivants :
- Dix des douze « bailliages romands » (en allemand : Welschbernische Vogtein ou Welsch Bern) composant le Pays de Vaud proprement dit, savoir :
  - Le bailliage d'Aubonne (1701-1798)
  - Le bailliage de Bonmont (1711-1798)
  - Le bailliage de Lausanne (1536-1798)
  - Le bailliage de Morges (1539-1798)
  - Le bailliage de Moudon (1536-1798)
  - Le bailliage de Nyon (1536-1798)
  - Le bailliage d'Oron (1557-1798)
  - Le bailliage de Romainmôtier (1537-1798)
  - Le bailliage de Vevey (1536-1798)
  - Le bailliage d'Yverdon (1536-1798)
- Deux « bailliages allemands » (en allemand : Deutschbernische vogtein ou Tütsch Bern), savoir :
  - Le gouvernement d'Aigle dit des « Quatre-Mandements » (1475-1798), correspondant au Chablais vaudois et comprenant[3] :
    - Les trois mandements de la Plaine (Aigle, Bex et Ollon) ;
    - Le mandement de la Montagne (Les Ormonts) ;

  - La partie romande du bailliage de Gessenay (1555-1798), correspondant au Pays-d'Enhaut[4] (en allemand : Welschsaanen), partie de l'ancien comté de Gruyère, composant, avec Gessenay (en allemand : Saanen), la Haute-Gruyère.

Son territoire comprenait aussi deux des quatre « bailliages communs » de Berne et Fribourg, savoir :
- Le bailliage de Grandson (1484-1798)
- Le bailliage d'Orbe-Échallens (1484-1798)

## Plaque commémorative
Dans la cathédrale de Lausanne se trouve une plaque commémorative à la proclamation du canton Léman :

## Subdivisions
Une loi du 17 juin 1798 divisa le canton du Léman en dix-sept districts, savoir, :
1. District de Nyon : Nyon (chef-lieu), Eysins, Signy & Avenex, Coppet, Commugny, Founex, Myes, Chavannes-des-bois, Crassier, Borrex, Arnex, Crans, Grens, Trelex, Saint-Cergue, Arzier & le Muids, Bassins, Begnin, Genollier, Givrins, Coinssins, Duillier, Prangins, Benex, Promenthoux, Vich, Clarens, Gland, Gingins, Chesserex, la Rippe, Chavannes-de-Bogis, Bogis & Bossey, Levaud.
2. District d'Aubonne : Aubonne (chef-lieu), Bougy, Allamand, Saint-Georges, Yens, Saubraz, Saint-Livre, Etoy, Pizy, Féchy, Lavigny, Monterod, Gimel, Essertines, Bierre, Berole, Buchillon, Bussy, Chardonnay, Saint-Oyens.
3. District de Rolle : Rolle (chef-lieu), Perroy, Mont, Tartegnin, Bursins, Gilly, Vincy, Vinzel, Luins, Bursinel, Dully, Burtigny, Longirod et Marchessy.
4. District de Morges : Morges (chef-lieu), Tolochenaz, Lully, Saint-Prez, Lussy, Villars-sous-Yens, Mollens, Apples, Reveroles, Clarmont, Denens, Vufflens-le-Châtel, Chigny, Echichens, Monnaz, Vaux, Saint-Saphorin, Colombier, Vullierens, Gland, Launay, Bremblens, Romanel, Aclens, Echandens, Danges, Préveranges, Ballens, Froideville, Saint-Sulpice, Ecublens, Chavannes, Crissier, Bussigny et Villars-Sainte-Croix.
5. District de Lausanne : Lausanne (chef-lieu), Pully, Belmont, Épalinges, Prilly, Renens, Jouxtens, Mezery, le Mont, Romanel, Ouchi.
6. District de Lavaux : Cully (chef-lieu), Lutry, Paudex, Monts de Villette, Forel, Chenaux, Curson, Aran, Grandvaux, Villette, Épesses, Riex, Puidoux, Cremieres, Publoz, Chexbres, Rivaz et Saint-Saphorin.
7. District de Vevey : Vevey (chef-lieu), Saint-Légier,  La Chiessaz, Blonay, Chatelard « et tous les hameaux qui en dépendent », Montreux « et les hameaux », les Planches, Clarens, Vernex, Vaytaux, Corzier, Corseaux et Chardonne.
8. District d'Aigle : Aigle (chef-lieu), Villeneuve, Noville, Rénaz, Roche, Chessel, Versvey, Leisins, Yvorne, Corbieres, Ollon « et tous les lieux qui en dépendent », Ormont-Dessous, Ormont-Dessus, Gryon, Bex, Lavey et Morcles.
9. District du Pays-d'Enhaut Romand : Château-d'Œx (chef-lieu), « et tous les hameaux », L'Etivaz, Rougemont et Rossigniere.
10. District d'Oron : Oron (chef-lieu), Chezalles, Bussigny, Chatillens, Essertes, Tavernes, Thiolleyres, Vuibroye, Palézieux, Ecoteaux, Maracon, la Rogione, Servion, Ferlens, Peney, Ropraz, Vuillens, Corcelles, Carouge, Mezieres, Montpreveyres, les Culayes.
11. District de Moudon : Moudon (chef-lieu), Cerniaz, Demorel, Villars-Bramard, Seigneux, Granges, Lucens, Sottens, Boulens, Chapelles, Denezy, Prévonloup, Dompierre, Cremier, Forel, Oulens, Sarzens, Chezales, Lovatens, Courtilles, Hermenches, l'Abbaye de Rossanges, Syens, Bussy, Chavannes, Brenles, Treytorens, Combremont-le-Petit, Champtauraz, Combremont-le-Grand, Rossans, Sedailles, Villarzel, Henniez, Marnand, Villars-le-Comte, Neyruz, Thierrens, Villars-Mendraz, Martheranges, Saint-Cierges, Peyre, Possens, Montaubion, Chardonney, Vuicherens.
12. District d'Yverdon : Yverdon (chef-lieu), Cheseaux, Villars Epeney, Pomy, Cuarny, Cronex, Donneloye, Mezery, Molondens, Chavannes-le-Chêne & Paquier, Rovray, Arrissoules, Prahins, Chanéaz, Correvon, Ogens, Bercher, Bioley, Gossens, Oppens, Orsens, Pailly, Essertines, la Robelaz, Ursins, Valeyres-sous-Ursins, Gressy, Belmont, Ependes, Essers-Pittet, Suchy, Treycovagnes, Sussevaz, Mathoud, Champvent, Sermiez (Sermuz près d'Yverdon?), Yvonand, Chamblon, Villars, Essert, Montagny, Demoret.
13. District de Grandson : Grandson (chef-lieu), Provence, Mutruz, Concise, Corcelles, Onnens, Bonvillars, Champagne, Saint-Maurice, Fontanezier, Romairon, Fiez, Fontaines, Villars-Burquin, Vaugondry, Grandevens, Mauborget, Giez, Valeyres, Novales, Sainte-Croix, Bullet, La Motthe, Baumes, Vuitebœuf et Peney.
14. District d'Orbe : Orbe (chef-lieu), Romainmotier, Vauillon, Premier, Jurien, Bretonniere, Croix, Agiez, Arnex, Bofflens, Envy, Vallorbes, Valeyres-sous-Rances, Sergey, l'Abergement, Lignerolles, Ballaigues, les Clées, Montcherand, Rances, Chavornay, Corcelles, Bavois, Coudrax.
15. district de la Vallée du Lac-de-Joux : Le Lieu (chef-lieu), L'Abbaye & Le Chenit, « avec tous les hameaux qui en dépendent ».
16. District de Cossonay : Cossonay (chef-lieu), Grancy, Saint-Denys, Senarclens, La Chaux & Hin, Lussery, Villars-Lussery, Chavannes, l'Isle, Villars-Bozon, la Coudre, Penthaz, Penthalaz, Dizy, Chevilly, Cuarnens, Moiry, Mont-la-Ville, Eclépens, la Sarra, Ferrières, Pompaples, Orny, Montricher, Mauraz, Lapraz, Daillens, Bournens, Sullens, Vufflens-la-Ville, Mex, Cottens, Severy, Pampigny, Gollion.
17. District d'Échallens : Echallens (chef-lieu), Polier-le-grand, Eclagens, Oulens, Bottens, Saint-Barthelemy, Bretigny, Assens, Villars-le-Terroir, Penthereaz, Polier-Pittet, Etagnieres, Bioley-Orjulaz, Goumoens-la-Ville, Goumoens-le-Jux, Malapaluz, Morrens, Bretigny, Chesaux, Cugy, Froideville, Villars-Tiercelin, Dommartin, Naz, Fey, Rueyres, Sugnens, Vuarens, Boussens, Bettens.